# Église Saint-Pierre de Vancia
L'église Saint-Pierre de Vancia est située à l'angle de la route de Strasbourg et du chemin de Sathonay, dans le quartier de Vancia de la commune de Rillieux-la-Pape dans le département du Rhône, en France,.
Elle est rattachée à la paroisse de Rillieux-la-Pape.

## Historique
Cette église est achevée en 1861 mais l’école qui est juxtaposée date de 1879.

## Description
Des fouilles réalisées en 2001 révèlent des traces d’occupation datant de la période gallo-romaine voire de l’âge de bronze, ainsi que des vestiges médiévaux, peut-être témoins d'une présence humaine autour de l’église de Vancia et de la chapelle Saint-Pierre.